# Лаосско-мексиканские отношения
Лаосско-мексиканские отношения — двусторонние дипломатические отношения между Мексикой и Лаосом. Страны являются членами Организации Объединённых Наций.

## История
9 сентября 1976 года были установлены дипломатические отношения между странами, которые в основном развивались в рамках многосторонних форумов.
В ноябре 2010 года правительство Лаоса направило делегацию из тринадцати человек для участия в конференции Организации Объединённых Наций по изменению климата в мексиканском городе Канкуне.
В ноябре 2013 года обе страны подписали Соглашение об отмене виз для владельцев дипломатических и официальных паспортов.

## Дипломатические миссии
- Интересы Лаоса в Мексике представлены через посольство в Вашингтоне (Соединённые Штаты Америки)[3].
- Интересы Мексики в Лаосе представлены через посольство в Бангкоке (Таиланд)[4].